# C. S. Lee
C. S. Lee oder Charles Seunghee Lee (* 30. Dezember 1971 in Cheongju) ist ein südkoreanischer Schauspieler und Regisseur.

## Leben
Lee wurde in Cheongju, Südkorea geboren und wuchs in Vancouver im US-Bundesstaat Washington auf. Er spielte an der Hudson’s Bay High School als Quarterback und Runningback American Football und begann mit der Schauspielerei in Schulproduktionen. 1994 machte er seinen Bachelor am Cornish College of the Arts sowie seinen Master an der Yale School of Drama. Nach Abschluss seines Studiums wirkte er für acht Jahre in New York City an Theater- und Filmproduktionen mit.
Seine erste Fernsehrolle hatte Lee 1998 in der Sitcom Chaos City (Orig. Spin City). Bekannt wurde er durch die TV-Serie Dexter. Von 2006 bis 2013 verkörperte er dort die Rolle des Vince Masuka, einen Forensikexperten, der vor allem mit anzüglichen Sprüchen auffällt. Nachdem er in bekannten TV-Serien überwiegend in Nebenrollen zu sehen war, wie 2006 bei den Sopranos oder in drei Episoden bei Criminal Intent – Verbrechen im Visier, zählte er bei Dexter zum ersten Mal zum Stammcast. 2007 war er in der ersten Staffel von Chuck zu sehen. 2015 trat er in True Detective auf. 2017 spielte er in einer Episode des 24-Ablegers 24: Legacy mit. Zwischen 2018 und 2019 war Lee in sechs Episoden bei Chicago Med zu sehen. Von 2022 bis 2023 war er in der kurzlebigen Fernsehserie East New York in einer wiederkehrenden Gastrolle zu sehen.
Am 14. November 2023 wurde bekannt, dass Lee in der sechsten und letzten Staffel der Netflix-Serie Cobra Kai auftreten wird. Seine Rolle ist die des Tang Soo Do Meisters Kim Sun-yung, welcher der Gegenpart der zentralen Figur Mr. Miyagi ist.
Lee ist mit Lara Cho verheiratet.

## Filmografie

### Regisseur
- 2004: Crumle
- 2005: Cloud

### Darsteller

#### Filme
- 1999: Begegnung des Schicksals (Random Hearts)
- 2002: Sophie
- 2004: Mariti in affitto
- 2004: Die Frauen von Stepford (The Stepford Wives)
- 2005: Every Dog’s Day
- 2005: David & Layla
- 2006: Beyond
- 2009: Tenderness – Auf der Spur des Killers (Tenderness)
- 2009: The Unborn
- 2020: All Together Now
- 2022: Come As You Are – Roadtrip ins Leben

#### Serien
- 1998–1999: Chaos City (Spin City, Fernsehserie, 2 Folgen)
- 2002: Springfield Story (Fernsehserie, 1 Folge)
- 1998–2002: Law & Order (Fernsehserie, 3 Folgen)
- 2003: Ed – Der Bowling-Anwalt (Fernsehserie, 1 Folge)
- 2005: As the World Turns (Fernsehserie, 2 Folgen)
- 2004–2006: Criminal Intent – Verbrechen im Visier (Fernsehserie, 3 Folgen)
- 2006: Die Sopranos (Fernsehserie, 2 Folgen)
- 2006–2013: Dexter (Fernsehserie)
- 2007: The Unit – Eine Frage der Ehre (Fernsehserie, 1 Folge)
- 2007: Chuck (Fernsehserie, 6 Folgen)
- 2008: Monk (Fernsehserie, 1 Folge)
- 2011: Unforgettable (Fernsehserie, 1 Folge)
- 2014: Criminal Minds (Fernsehserie, Folge 10x02)
- 2015: True Detective (Fernsehserie, 4 Folgen)
- 2015, 2017: Sneaky Pete (Fernsehserie, 3 Folgen)
- 2016: Family Guy (Zeichentrickserie, Stimme, 1 Folge)
- 2016: Power (Fernsehserie, 5 Folgen)
- 2017: MacGyver (Fernsehserie, 1 Folge)
- 2017: 24: Legacy (Fernsehserie, 1 Folge)
- 2017: Silicon Valley (Fernsehserie, 2 Folgen)
- 2018: Lethal Weapon (Fernsehserie, 1 Folge)
- 2018: Magnum P.I. (Fernsehserie, 1 Folge)
- 2018–2019: Chicago Med (Fernsehserie, 6 Folgen)
- 2019: Warrior (Fernsehserie, 1 Folge)
- 2020: All Rise (Fernsehserie, 1 Folge)
- 2020: The Rookie (Fernsehserie, 1 Folge)
- 2022–2024: For All Mankind (Fernsehserie, 9 Folgen)
- 2022–2023: East New York (Fernsehserie, 10 Folgen)
- 2024: Avatar – Der Herr der Elemente (Avatar: The Last Airbender, Fernsehserie, 1 Folge)
- 2024–2025: Cobra Kai (Fernsehserie, 2 Folgen)
- 2025: Dexter: Wiedererwachen (Dexter: Resurrection, Fernsehserie)